# 下芦村农会旧址
下芦村农会旧址，位于中国广东省汕尾市陆丰市潭西镇下芦村，为陆丰市的一个市级文物保护单位，类型为近现代重要史迹及代表性建筑，公布时间为1969年。
下芦村农会旧址的历史年代为民国。